# Trại Rish Khor
Trại Rish Khor là một căn cứ quân sự cũ từng nằm dưới quyền kiểm soát của Cộng hòa Dân chủ Afghanistan, Liên Xô, Taliban và Mỹ nằm gần thủ đô Kabul ở Afghanistan.

## Lịch sử
Sau khi Cộng sản cướp chính quyền vào năm 1978, trại Rish Khor trở thành địa điểm của một cuộc nổi dậy vào tháng 10 năm 1979. Đến tháng 7 năm 1981, sở chỉ huy sư đoàn thuộc Sư đoàn Bộ binh 7 đã được chuyển từ Rishkoor đến Moqor.
Trong suốt thời gian Liên Xô chiếm đóng Afghanistan, đây là một căn cứ của Binh chủng Nhảy dù Liên Xô.
Năm 1994, toán quân của Hizb-i Islami dưới quyền chỉ huy của Gulbuddin Hekmatyar và Tư lệnh Zardad đều lấy căn cứ này làm nơi hoạt động.
Năm 1998, dưới thời kỳ cai trị của Taliban, nơi đây đã tổ chức trại huấn luyện Al-Qaida cho các chiến binh thánh chiến thuộc nhiều nhóm khác nhau bao gồm Harkat-ul-Mujahideen và được cho là 'Đại học Khủng bố' của Osama bin Laden.
Năm 2000, Kate Clark của BBC đã tới thăm căn cứ này và thấy nó bị 'bỏ hoang'.
Cuối năm 2001, Mỹ cho không quân ném bom xuống trại này trong bảy đêm liên tiếp và xóa sổ nó. Sau đó, lực lượng đặc biệt của Mỹ đã đột kích vào trại và tìm thấy 'thông tin chi tiết về vũ khí hóa học, sinh học và hạt nhân'.
Năm 2007, Trại Morehead, một Trung tâm Huấn luyện Biệt kích được thành lập tại đây, đóng vai trò là địa điểm chính dùng để huấn luyện Quân đoàn Biệt kích Quân lực Quốc gia Afghanistan. Trại được đặt theo tên của một binh sĩ thuộc Liên đoàn Biệt kích số 5 của Lục quân Mỹ là Trung sĩ Kevin Morehead đã thiệt mạng khi đang tham chiến tại Iraq vào tháng 9 năm 2003. Trại này được cho là nơi chứa nhà tù Rish Khor, một cơ sở giam giữ bí mật của Mỹ.
Tháng 10 năm 2016, một kẻ tấn công mặc quân phục đã giết chết hai người gần chỗ này.